# Ochrota subterminalipicta
Ochrota subterminalipicta är en fjärilsart som beskrevs av Embrik Strand 1922. Ochrota subterminalipicta ingår i släktet Ochrota och familjen björnspinnare. Inga underarter finns listade i Catalogue of Life.